# 友寄志郎
友寄 志郎（ともよせ しろう、1991年6月17日 - ）は、日本の総合格闘家。沖縄県沖縄市出身。以前はプロレスラーとしてプロレスリング・ノアに所属していた。

## 経歴
2014年9月1日、プロレスリング・ノアへ入門。
2015年5月21日、新宿FACEでの8人参加バトルロイヤルでプレデビュー戦を行い、5月30日、ディファ有明で北宮光洋相手にデビュー。ノアの新人選手は、熊野準以来2年ぶり。
2016年12月26日、右肩鎖関節脱臼・右鎖骨骨折のため治療していたが復帰は困難とされ、引退した。
2018年4月1日、リハビリとして始めたパワーリフティング競技の沖縄県大会で105kg級優勝。
12月15日、米軍基地内のパワーリフティング大会105kg級準優勝。
2021年2月22日、YouTubeチャンネル【しろっぺの大冒険】を開設。
11月28日、hatashiai沖縄大会にて190cmのヘビー級現役米軍兵とキックボクシングルールで対戦。
一方的に殴り続け、1ラウンドTKO勝利を収めた。
2022年4月23日、米軍基地で開催されたUltimate GFC Fight of the Night 2022にて、パラエストラ柏所属のヘビー級プロ総合格闘家のYOKOYA McGregorと総合格闘技ルールで対戦。
2ラウンド41秒パウンドアウトによりTKO勝利を収め、ピーター・アーツから大会MVP賞を受賞した。

## 人物
- デビュー前から、杉浦貴のTwitterで諸見里五郎という名前でたびたび登場していた。
- 入門希望の履歴書に「趣味：酒盛」と記載した。
- 身体能力が非常に高く、100Kg近い体重ながら入場時にバク転をするパフォーマンスを行っていた。